# Reggie Chartrand, patriote québécois
Pour plus de détails, voir Fiche technique et Distribution.
Reggie Chartrand, patriote québécois est un film documentaire québécois réalisé par Jules Falardeau, sorti en 2010.
Réalisé par Jules Falardeau, fils du célèbre cinéaste feu Pierre Falardeau, ce documentaire retrace les moments forts dans la vie militante du boxeur franco-ontarien, établi au Québec à l'âge adulte, Reggie Chartrand. 

## Synopsis
À travers une rencontre intimiste supportée de séquences vidéo et d'images d'archives, le document nous présente le rôle marquant de ce chevalier de l'indépendance dans l'évolution du mouvement indépendantiste au Québec des années 1960.

## Fiche technique
- Réalisation : Jules Falardeau
- Scénario : Jules Falardeau
- Musique : Efixair
- Recherche : François Chartrand
- Conception graphique : Adrien Lorion
- Langue : français

## Distribution
- Reggie Chartrand
- Doris McInnis

## Source
- Article paru dans Le Journal Le Québécois, juin 2010